# Sinna
Sinna is een geslacht van vlinders van de familie visstaartjes (Nolidae), uit de onderfamilie Chloephorinae.

## Soorten
- S. atrifusa Hampson, 1905
- S. calospila Walker, 1865
- S. dohertyi Elwes, 1890
- S. extrema Walker, 1854
- S. floralis Hampson, 1905
- S. joiceyi Prout, 1922
- S. poweri Wileman & South, 1920